# 原真祐美
原 真祐美（はら まゆみ、1966年9月13日 - ）は、日本の元モデル・女優・歌手。北海道札幌市豊平区出身で、血液型はO型。本名は種田真祐美。姉がいる。身長159cm。B76cm、W58cm、H82cm（1984年1月）。 

## 来歴
中学1年生の時、札幌の街でショッピング中に、地元の芸能事務所にスカウトされる。その後、モデルとして、各種ポスター、スチール、乳製品などのCM出演などで活躍する。
1981年にホリプロスカウトキャラバンへ応募し、北海道代表として全国大会に進出し、本名の「種田真祐美」名義で石川優子の『シンデレラ サマー』を歌った。この時の優勝者は堀ちえみである。
「ミルクランド北海道」のCM出演中に、大手芸能プロダクション第一プロダクションにスカウトされて上京する。1983年にエースコック「麻婆拉麺」のCMに出演し、キャッチコピーの「刺激ほしい」が話題を呼んだ。
1983年3月21日に「妹みたいじゃだめですか?」のキャッチフレーズで、日本コロムビアから『決心』でアイドル歌手としてデビューする。デビュー後、それまで通っていた市立札幌清田高等学校から堀越高等学校へ転校。
3rdシングル『Bye,Bye,September』は、FNS歌謡祭で優秀新人賞、あなたが選ぶ全日本歌謡音楽祭で銀賞、ヤング歌謡大賞でアイドル賞、銀座音楽祭で銀賞、新宿音楽祭で銀賞、日本歌謡大賞放送音楽新人賞など多くを受賞した
アルバムで大貫妙子の「黒のクレール」をカバー、CHAGE and ASKAのASKAが楽曲提供した「SO LONG」をデュエット、などいわゆるアイドルの範疇に収まらない楽曲も発表した。
1984年に月曜ドラマランド『てんてん娘』で主演して以降、『瑠璃色ゼネレーション』、『金曜日の妻たちへIII 恋におちて』で上司の妻を恋愛の対象として慕うOL役、などに出演した。
堀越高等学校卒業後は第一プロダクションとの契約を解除し、芸能界から引退した。その1年後にヌード写真集『彩どり』を発売して女優復帰を宣言したが続く活動は一切なく、事実上の引退となった。
2009年4月20日に、1983年発売のデビューアルバムから1984年発売のラストアルバムまで、すべてのオリジナルアルバムが受注生産で初めてCD-Rとして発売された。

## 人物、エピソード
- 三角形の小顔でえくぼが特徴的である。
- 当人はいわゆる「不作の83年デビュー組」の一人ではあるが、同じくその一人である松本明子の呼び掛けにより2018年に東京銀座・博品館劇場で行われたデビュー35周年の合同ライブイベントには、当人が消息不明状態であるため参加していない[6]。

## 主な出演作品

### テレビドラマ
| 放送年月日                   | タイトル                       | 放送局     |
| ---------------------------- | ------------------------------ | ---------- |
| 1984年6月25日                | てんてん娘 《主演》            | フジテレビ |
| 1984年9月7日〜1984年10月26日 | 瑠璃色ゼネレーション           | 日本テレビ |
| 1985年8月30日〜1985年12月6日 | 金曜日の妻たちへIII 恋におちて | TBS        |

### ラジオ
| 放送年月日               | 番組名           | 放送局       |
| ------------------------ | ---------------- | ------------ |
| 1983年（毎週火曜日担当） | ヤングパラダイス | ニッポン放送 |

### CM
| メーカー・商品名                                                | 年     |
| --------------------------------------------------------------- | ------ |
| ミルクランド北海道（1982年度キャンペーンガール）                | 1982年 |
| エースコック 麻婆拉麺                                           | 1983年 |
| 日立 パディスコW2                                               | 1983年 |
| 出光興産 出光無鉛金アポロガソリン（1984年度キャンペーンガール） | 1984年 |

## 音楽
- 全てのシングル・アルバムは日本コロムビアからリリースされた。

### シングル
| # | 発売日         | A/B面 | タイトル             | 作詞       | 作曲         | 編曲       | 最高順位 | 規格品番 |
| - | -------------- | ----- | -------------------- | ---------- | ------------ | ---------- | -------- | -------- |
| 1 | 1983年 3月21日 | A面   | 決心                 | 友井久美子 | 都倉俊一     | 都倉俊一   | 102位    | AH-315   |
| 1 | 1983年 3月21日 | B面   | ときめきING          | 友井久美子 | 都倉俊一     | 都倉俊一   | 102位    | AH-315   |
| 2 | 1983年 6月21日 | A面   | 恋人なんて           | 天野滋     | 天野滋       | 松井忠重   | 111位    | AH-346   |
| 2 | 1983年 6月21日 | B面   | 忘れないで           | 天野滋     | 天野滋       | 松井忠重   | 111位    | AH-346   |
| 3 | 1983年 9月1日  | A面   | Bye,Bye,September    | 三浦徳子   | 小杉保夫     | 萩田光雄   | 89位     | AH-369   |
| 3 | 1983年 9月1日  | B面   | 恋はFifty-Fifty      | 松井五郎   | 榊原まさとし | 惣領泰則   | 89位     | AH-369   |
| 4 | 1984年 1月21日 | A面   | 夕暮れはLove Song    | 三浦徳子   | 林哲司       | 鷺巣詩郎   | 93位     | AH-413   |
| 4 | 1984年 1月21日 | B面   | 涙色のメモリー       | 三浦徳子   | 小杉保夫     | 鷺巣詩郎   | 93位     | AH-413   |
| 5 | 1984年 4月1日  | A面   | わかってマイ・ラブ   | 庄野真代   | 小泉まさみ   | 萩田光雄   | 107位    | AH-438   |
| 5 | 1984年 4月1日  | B面   | NAGISA HOTEL         | 秋元康     | 新川博       | 笹路正徳   | 107位    | AH-438   |
| 6 | 1984年 6月21日 | A面   | 夏のレッスン1        | 三浦徳子   | 小杉保夫     | 佐久間正英 | 109位    | AH-467   |
| 6 | 1984年 6月21日 | B面   | てんてん娘           | 三浦徳子   | 馬飼野康二   | 八木正生   | 109位    | AH-467   |
| 7 | 1984年 9月21日 | A面   | ペルシャの涙         | 秋元康     | 小杉保夫     | 笹路正徳   | 169位    | AH-507   |
| 7 | 1984年 9月21日 | B面   | そっとさよなら       | 松宮恭子   | 松宮恭子     | 船山基紀   | 169位    | AH-507   |
| 8 | 1985年 2月21日 | A面   | 泣き虫なマリオネット | 秋元康     | 木戸やすひろ | 山川恵津子 | -        | AH-557   |
| 8 | 1985年 2月21日 | B面   | コントラスト         | 来生えつこ | 国安わたる   | 矢野立美   | -        | AH-557   |

### アルバム

#### オリジナル・アルバム
- 全てのオリジナル・アルバムのCD版は、2009年4月20日にリリースされた。

#### ベスト・アルバム
1. アイドル・ミラクルバイブルシリーズ 原真祐美 ベスト（2003年12月3日／COCP-32483） ※再発盤：CORR-10177

#### カセット
1. セピア色〜秋物語〜（1984年8月21日／CAR-1312）
  - カセットのみ発売。原自身によるナレーション付き。

### タイアップ曲
| 年     | 楽曲          | タイアップ                                   |
| ------ | ------------- | -------------------------------------------- |
| 1984年 | 夏のレッスン1 | 出光「無鉛金アポロガソリン」CMソング         |
| 1984年 | てんてん娘    | フジテレビ系テレビドラマ「てんてん娘」主題歌 |

## ビデオ
| 枚  | 発売日        | タイトル                                  | レーベル       |
| --- | ------------- | ----------------------------------------- | -------------- |
| 1st | 1985年3月21日 | ロンリー・ロンリー 原真祐美 イン エルニド | 日本コロムビア |

## 写真集
| タイトル      | 発売日        | 出版社       |
| ------------- | ------------- | ------------ |
| きみは、だれ… | 1984年4月23日 | 双葉社       |
| いそいで      | 1984年6月11日 | 双葉社       |
| 彩どり        | 1986年12月1日 | ワニブックス |